# Boris Berezovski (pianist)
Boris Vadimovici Berezovski (rusă Бори́с Вади́мович Березо́вский, n. 4 ianuarie 1969 în Moscova) este un pianist rus.

## Biografie

### Studii, excelență
Berezovski a studiat la Conservatorul din Moscova cu Eliso Virsaladze și în particular cu Alexander Satz. După debutul de la Wigmore Hall din Londra în 1988, The Times l-a descris ca "o promisiune de excepție , un interpret de o uimitoare virtuozitate și o putere formidabilă". Doi ani mai târziu această promisiune s-a împlinit când a câștigat Medalia de Aur în 1990 la Concursul Internațional Ceaikovski ținut la Moscova.

### Colaborări
Boris Berezovski colaborează cu regularitate ca solist concertist cu orchestre precum Concertgebouw, New York Philharmonic, Philadelphia Orchestra, Orchestre de la Monnaie, Rotterdam Philharmonic, Danish National Radio Symphony Orchestra, NDR Hamburg, Hessischer Rundfunk, New Japan Philharmonic, City of Birmingham Symphony Orchestra și cu dirijori precum Kurt Masur, Wolfgang Sawallisch, Vladimir Ashkenazy, Mikhail Pletnev, Antonio Pappano.
Boris Berezovski locuiește actualmente în Bruxelles, are o fiică, Evelyne Berezovski (născută în 1991), care e și ea pianistă.